# Још увек верујем
Још увек верујем (енгл. I Still Believe) америчка је хришћанска љубавна драма из 2020. године у режији браће Ервин. Главне улоге тумаче Кеј Џеј Апа, Брит Робертсон, Шанаја Твејн, Мелиса Роксбург и Гари Синис. Темељи се на животу америчког кантаутора модерне хришћанске музике Џеремија Кампа и његове прве супруге Мелиса Лин Хенинг Камп, којој је дијагностикован карцином јајника непосредно пре него су се венчали. Носи назив по Камповој песми I Still Believe.
Премијерно је приказан 7. марта 2020. године у Холивуду, док је 13. марта пуштен у биоскопе у САД, односно 3. септембра у Србији. Добио је помешане рецензије критичара, који су га похвалили због приказа вере усред патње, али критиковали радњу и ликове.

## Радња
Џереми Камп иза себе има дванаестогодишње музичко искуство и бројна признања и остварења, преко четири милиона продатих албума, три номинације за Америчке музичке награде и номинацију за Греми, а наступао је у више од тридесет земаља света.
Његова супруга умрла је од рака кад је имао двадесет и једну годину. Тешки животни тренуци и патња део су његовог живота који га је на неки начин обликовао. О патњама не ћути, него покушава и другима који пролазе кроз сличне ситуације помоћи, охрабрити их и поручити им да је Христ човеков сапатник и да разуме сваку бол коју човек може доживи.

## Улоге
| Глумац          | Улога                  |
| --------------- | ---------------------- |
| Кеј Џеј Апа     | Џереми Камп            |
| Брит Робертсон  | Мелиса Лин Хенинг Камп |
| Гари Синис      | Том Камп               |
| Шанаја Твејн    | Тери Камп              |
| Мелиса Роксбург | Хедер Хенинг           |
| Нејтан Парсонс  | Жан-Лик Лажоа          |
| Абигејл Кауен   | Адријен Лишинг         |
| Ед Литон        | декан                  |